# Egretta gularis
La garceta costera occidental (Egretta gularis) es una especie de ave pelecaniforme de la familia Ardeidae. En su madurez alcanza los 55 cm de alto.

## Distribución
Es nativa de África, península arábiga, y del Próximo Oriente hasta la India y Sri Lanka. Divagante en Europa (Portugal, España, Francia, Grecia), Caribe, etc.

## Historia natural
Habita en  agua salobre, manglares, orillas de los mares y océanos, lagos, estuarios, etc. Se alimenta de peces, moluscos, crustáceos y otros animales marítimos pequeños que sean alcanzables.
No le gusta estar en grupos, por ello siempre esta sola o con su pareja.
Anida sobre manglares y puede llegar a tener de dos a cuatro huevos, como la mayoría de las garzas su incubación dura un mes y los padres cuidan sus huevos para que no sean devorados por otros animales. Cuando las crías nacen, son cuidados por sus padres el primer mes y después abandonan el nido.

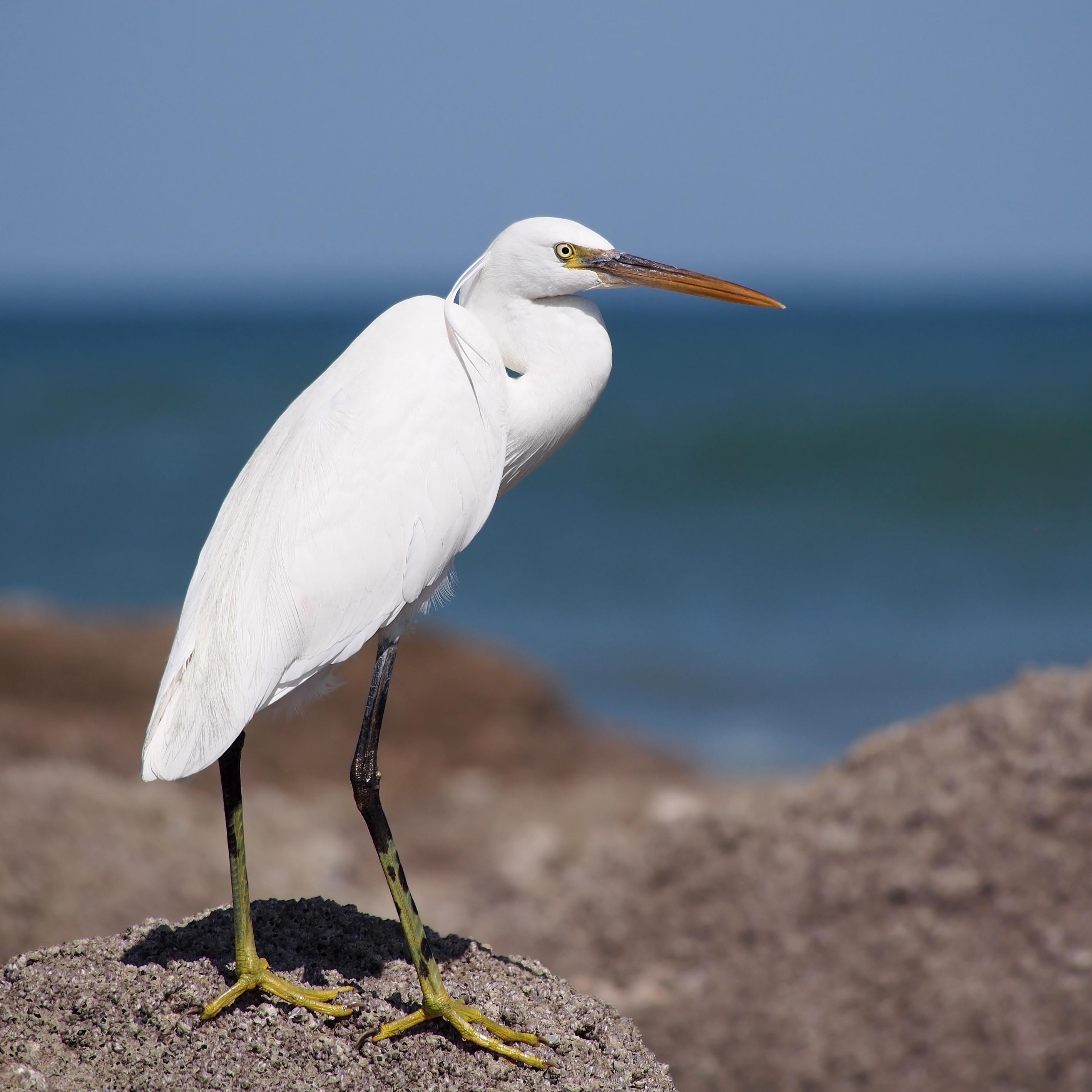

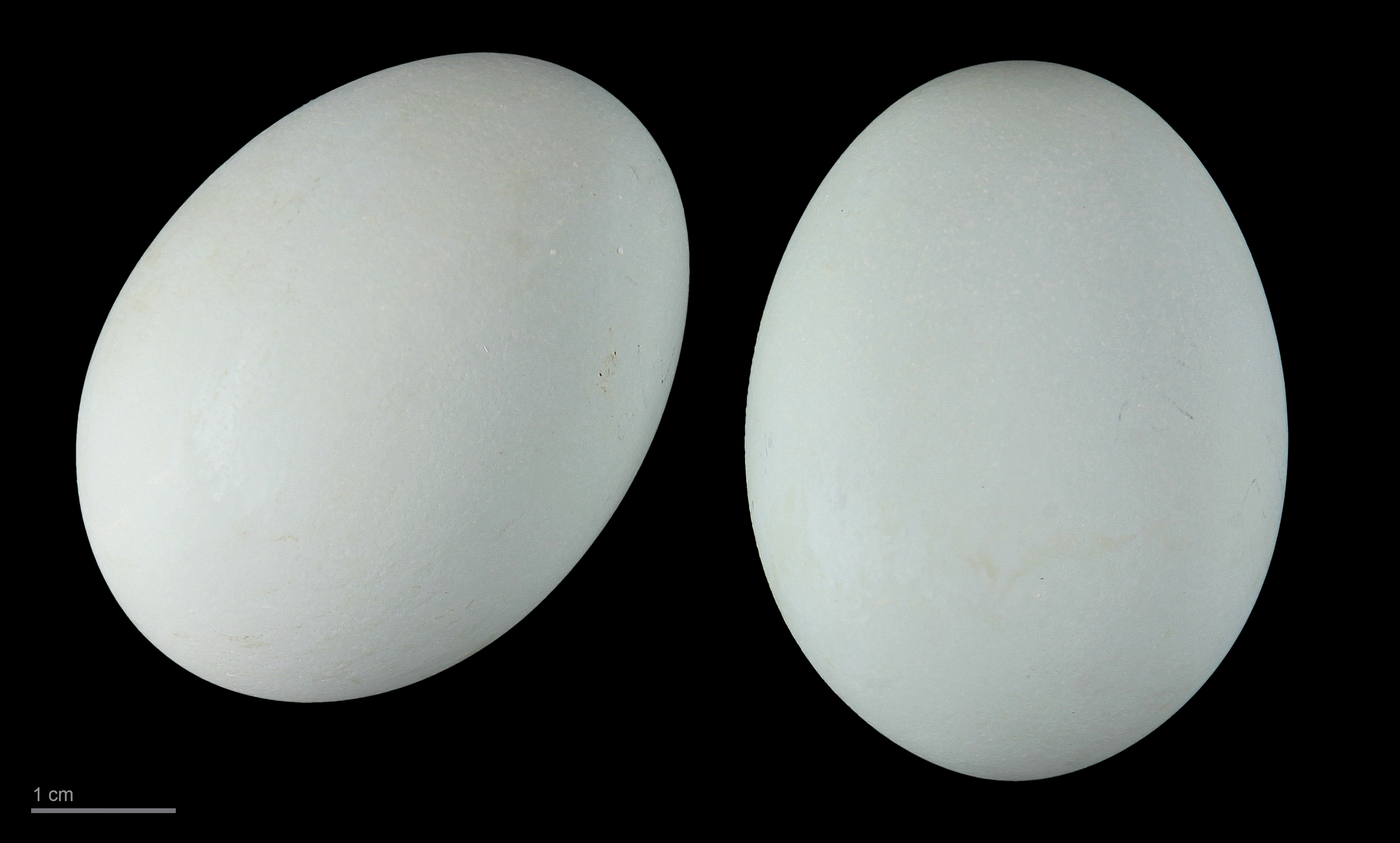
Egretta gularis - MHNT

## Subespecies
Se conocen dos subespecies de Egretta gularis:
- Egretta gularis gularis (Bosc, 1792) - costas de África Occidental, islas las Golfo de Guinea, Gabón

- Egretta gularis schistacea (Hemprich & Ehrenberg, 1828 ) - costas de África Oriental, Mar Rojo, Golfo Pérsico, sudeste de la India.